# SoCal Val
Paige Mayová (* 27. března 1986) je americká profesionální wrestlingová manažerka, reportérka/hlasatelka a ringová hlídačka, lépe známa pod svým ringovým jménem SoCal Val. V současné době pracuje pro Total Nonstop Action Wrestling.

## Ve wrestlingu
- Ukončovací chvat
  - SoCal Slap (Bitch slap and a bunch of
- the girls in gaw tv 
  - Billy Fives
  - Bobcat
  - Chasyn Rance
  - Claudio Castagnoli
  - Danny Doring
  - Francine
  - Kaz
  - Jason Blade
  - Jay Lethal
  - Jazz
  - Jeff Morrison
  - Kenny King
  - Lacey
  - The Naturals
  - Phil Davis
  - Prince Iaukea
  - Rain
  - Sal Rinauro
  - Scoot Andrews
  - Sean Davis
  - Shocker
  - Sonjay Dutt
  - Steve Corino
  - Super Dragon
- Theme songy
  - "Magnify" od Dalea Olivera (TNA)